# Seal Islands (Antarktika)
Die Seal Islands (englisch für Robbeninseln, in Argentinien Islas Foca; in Chile Farallones Foca für Robbenklippen) sind eine Gruppe aus kleinen, bis zu 60 m (nach anderer Angabe 125 m) hohen Inseln und Klippen im Archipel der Südlichen Shetlandinseln. Sie liegen zwischen 5 und 10 km nördlich bis nordwestlich des Kap Yelcho von Elephant Island in der Drakestraße und stellen die nördlichsten Landmassen des Archipels dar.

## Entdeckung und Benennung
Der irisch-britische Seefahrer Edward Bransfield entdeckte und kartierte sie am 13. Februar 1820. Sein Vorgesetzter William Smith benannte im selben Jahr die größte der Inseln als Seal Island nach den hier in großer Zahl angetroffenen Robben. In späteren Jahren wurde diese Benennung zunächst als Seal Rocks und schließlich in der heute gültigen Form auf die gesamte Gruppe übertragen. Die bislang letzte Vermessung nahmen britische Wissenschaftler 2008 vor. Gegenwärtig trägt keine der Inseln bzw. Klippen der Gruppe einen anerkannten individuellen Namen.

## Biologie
Die Inselgruppe zählt zu den Important Bird Areas in Antarktika (IBA Ant075). Etwa 20.000 Zügelpinguine in insgesamt 60 Kolonien brüten hier. Entsprechendes gilt für 350 Paare des Goldschopfpinguins in fünf Kolonien. Weitere hier beheimatete Vogelarten sind der Riesensturmvogel, die Blauaugenscharbe, der Kapsturmvogel, die Buntfuß-Sturmschwalbe, der Weißgesicht-Scheidenschnabel und die Dominikanermöwe.
Zu den auf den Inseln anzutreffenden Robbenarten gehören der Antarktische Seebär, der Südliche See-Elefant, die Weddellrobbe, der Seeleopard und der Krabbenfresser. Lediglich der Antarktische Seebär mit 600 Geburten pro Jahr und vermutlich auch der Südliche See-Elefant bringen hier ihre Jungen zur Welt.